# Páteříková Huť
Páteříková Huť je přírodní rezervace poblíž obce Čachrov v okrese Klatovy. Chráněné území z jižní a východní strany obklopuje samotu Páteříková Huť, asi jeden a půl kilometru jižně od vesnice Javorná. Oblast spravuje Správa NP a CHKO Šumava. Důvodem ochrany jsou dynamicky se vyvíjející bylinná i dřevinná společenstva.